# Mamma Mia !
Pour les articles homonymes, voir Mamma Mia.
Mamma Mia! (Benny Andersson & Björn Ulvaeus' Mamma Mia!) est une comédie musicale juke-box de Benny Andersson et Björn Ulvaeus (paroles, musique) et Catherine Johnson (livret), créée le 6 avril 1999 au Prince Edward Theatre du West End et jouée de 2001 à 2015 au Winter Garden Theatre de Broadway.
L'intrigue de la comédie musicale se concentre autour de certains succès du groupe de musique suédois ABBA, composées par Benny Andersson et Björn Ulvaeus, deux anciens membres du groupe, impliqués dans le développement de la comédie musicale depuis sa création. Le titre de la comédie musicale est tiré de la chanson Mamma Mia. Anni-Frid Lyngstad, chanteuse du groupe ABBA, est financièrement impliquée dans la production de la comédie musicale et est présente à de nombreuses premières internationales.
La comédie musicale raconte l'histoire de Sophie Sheridan et de sa mère, Donna. Sophie est sur le point de se marier et souhaite que son père l'accompagne à l'autel ; seulement, elle ignore lequel des trois anciens amants de sa mère est son véritable père.
Depuis sa création, la comédie musicale a rassemblé plus de 65 millions de spectateurs et a rapporté plus de quatre milliards de dollars à l'international. La comédie musicale est encore jouée dans le West End et est la septième comédie musicale la plus représentée dans le West End, derrière Cats et devant Le Roi lion. La production de Broadway de la comédie musicale est jouée de 2001 à 2015 et est la neuvième comédie musicale la plus représentée à Broadway, derrière Oh! Calcutta! et devant La Belle et la Bête.
Une adaptation cinématographique intitulée Mamma Mia! sort en 2008, et une suite intitulée Mamma Mia! Here We Go Again sort en 2018.

## Création
Mamma Mia! s'inspire des chansons du groupe de musique ABBA, actif de 1972 à 1982 et considéré comme l'un des groupes de musique les plus populaires de tous les temps. La comédie musicale est créée par Judy Craymer, qui rencontre Benny Andersson et Björn Ulvaeus en 1983 pendant leur participation à la création de la comédie musicale Chess de Tim Rice après avoir réalisé le potentiel théâtral de la chanson The Winner Takes It All. Les compositeurs, bien que peu enthousiastes, ne sont pas fermés à l'éventualité de la création d'une comédie musicale.
En 1997, Catherine Johnson crée le livret de la comédie musicale. En 1998, Phyllida Lloyd devient la metteuse en scène de la comédie musicale.
De nombreuses critiques relèvent les similarités de l'intrigue de Mamma Mia! et de celle du film de 1968 Buona sera Madame Campbell : une femme ne sait pas lequel de ses trois amants est le véritable père de sa fille maintenant adulte. Certains assurent même que la comédie musicale est directement inspirée du film de 1968. John Simon, critique d'art, spécule que l'intrigue de Mamma Mia! se déroule en Grèce et non en Italie — ce qui aurait été plus logique étant donné l'origine de son titre — afin de rendre la connexion moins évidente. Toutefois, Catherine Johnson a affirmé ne pas du tout s'être inspirée de Buona sera Madame Campbell.
Après la première représentation de la comédie musicale dans le West End, l'album ABBA Gold - Greatest Hits s'est de nouveau hissé en haut du palmarès musical au Royaume-Uni.

## Production

### West End
La comédie musicale est représentée pour la première fois au Prince Edward Theatre dans le West End le 6 avril 1999. Elle est déplacée le 9 juin 2004 au Prince of Wales Theatre, puis en septembre 2012 au Novello Theatre. La production est mise en scène par Phyllida Lloyd et chorégraphiée par Anthony Van Laast, avec Siobhan McCarthy dans le rôle de Donna, Lisa Stokke dans le rôle de Sophie et Hilton McRae dans le rôle de Sam,.

### Amérique du Nord
Avant la production de la comédie musicale à Broadway, elle est représentée pour la première fois au Royal Alexandra Theatre de Toronto en mai 2000, puis est reprogrammée pendant cinq ans. Elle est représentée pour la première fois aux États-Unis au Orpheum Theatre de San Francisco du 17 novembre 2000 au 17 février 2001,, au Shubert Theatre de Los Angeles du 26 février 2001 au 12 mai 2001, puis au Cadillac Palace Theatre de Chicago du 13 mai 2001 au 12 août 2001.

#### Broadway

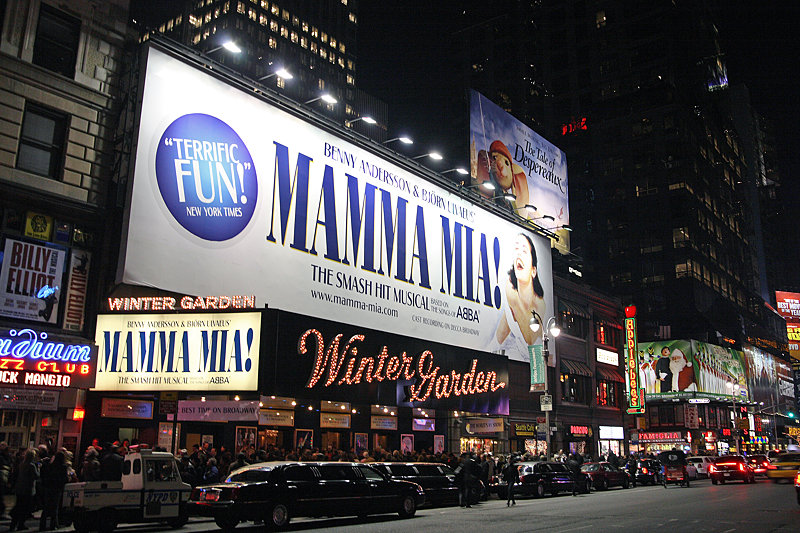
Mamma Mia! au Winter Garden Theatre en 2008.

La comédie musicale est représentée pour la première fois à Broadway au Winter Garden Theatre le 18 octobre 2001 après une avant-première le 5 octobre. La production est mise en scène par Phyllida Lloyd et chorégraphiée par Anthony Van Laast. Le 18 avril 2013, Mamma Mia! est déplacée au Broadhurst Theatre pour laisser la place à l'adaptation en comédie musicale de Rocky. La dernière performance de la comédie musicale au Winter Garden Theatre se joue le 19 octobre 2013 avant d'être représentée au Broadhurst Theatre à partir du 2 novembre 2013.
La dernière représentation de Mamma Mia! à Broadway est annoncée le 9 avril 2015. Le 12 septembre 2015, après une semaine additionnelle de représentations, Mamma Mia! est représentée pour la dernière fois à Broadway après 5 773 performances. Il s'agit de la neuvième comédie musicale la plus représentée à Broadway et de la première comédie musicale juke-box la plus représentée à Broadway.

### Productions internationales

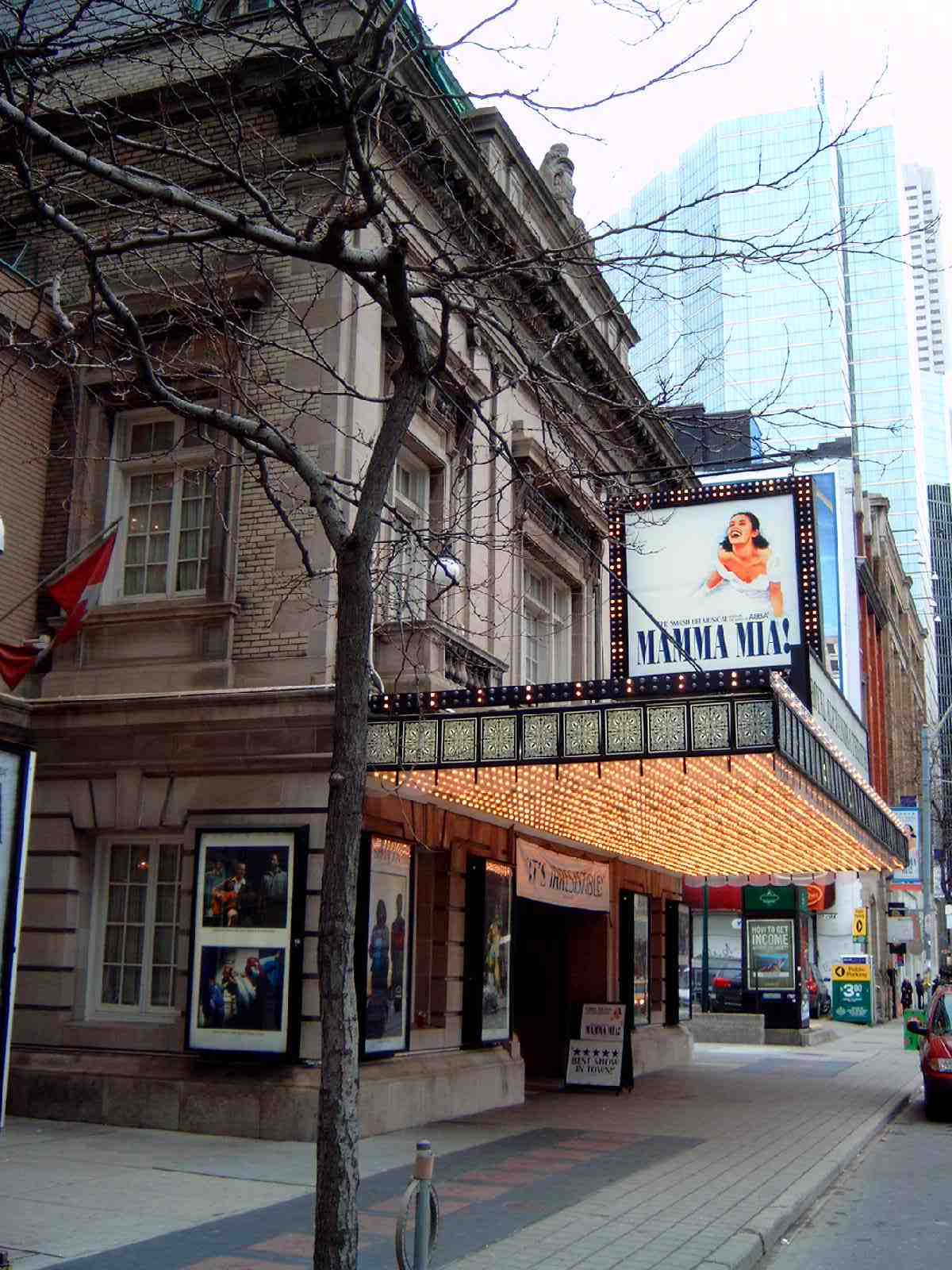
Royal Alexandra Theatre en janvier 2005.

La comédie musicale Mamma Mia! se joue dans plus de cinquante pays sur les six continents : en Afrique du Sud, en Allemagne, en Argentine, en Australie, en Autriche, en Belgique, au Brésil, en Bulgarie, au Canada, au Chili, en Chine, en Colombie, en Corée du Sud, en Croatie, au Danemark, aux Émirats arabes unis, en Espagne, en Estonie, aux États-Unis, en Finlande, en France, en Grèce, en Hongrie, en Islande, en Indonésie, en Irlande, en Israël, en Italie, au Japon, en Jordanie, en Lettonie, en Lituanie, en Malaisie, à Malte, au Mexique, à Monaco, en Norvège, en Nouvelle-Zélande, au Panama, aux Pays-Bas, au Pérou, aux Philippines, en Pologne, au Portugal, au Qatar, en République dominicaine, en Roumanie, au Royaume-Uni, en Russie, en Serbie, à Singapour, en Slovaquie, en Slovénie, au Sri Lanka, en Suède, en Suisse, à Taïwan, en Tchéquie, en Thaïlande et en Turquie. La comédie musicale a rassemblé plus de 65 millions de spectateurs à l'international et détient le record de la comédie musicale représentée dans le plus de villes au monde. 
La première ville à produire la comédie musicale en dehors de Londres est Toronto, où elle est représentée de 2000 à 2005, avec Louise Pitre dans le rôle de Donna et Tina Maddigan dans le rôle de Sophie, qui reprendront leur rôle lors de la première représentation de la comédie musicale à Broadway et pendant la première tournée nationale américaine,.
La comédie musicale est représentée au Mandalay Bay de Las Vegas de février 2003 à janvier 2009,. En juin 2005, elle devient la comédie musicale de Broadway la plus représentée à Las Vegas. Elle est représentée de nouveau au Tropicana Hotel & Casino de mai à juillet 2014.
La première tournée américaine de la comédie musicale débute le 15 novembre 2000 à San Francisco et se termine le 29 août 2004 à Boston. La deuxième tournée américaine de la comédie musicale débute le 26 février 2002 à Providence et se termine le 26 août 2012 à Appleton. La troisième tournée américaine de la comédie musicale débute le 28 septembre 2016 à Orange et se termine le 30 juillet 2017 à Saint-Louis. 
La première production non-anglophone de Mamma Mia! est représentée à l'Operettenhaus de Hambourg de novembre 2002 à septembre 2007. Après avoir été jouée à Stuttgart en 2004 et Essen en 2007, Mamma Mia! devient la première comédie musicale à être jouée dans trois villes allemandes au cours de la même période.
La comédie musicale a été ou est toujours produite de façon permanente à Londres, Toronto, Melbourne, New York, Hambourg, Tokyo, Osaka, Fukuoka, Nagoya, Las Vegas, Utrecht, Séoul, Seongnam, Daegu, Stuttgart, Madrid, Barcelone, Stockholm, Göteborg, Anvers, Moscou, Essen, Berlin, Oslo, Mexico, Milan, Rome, Copenhague, Aarhus, Paris, São Paulo, Shanghai, Buenos Aires, Vienne et Helsinki.
Depuis sa première représentation à Dublin le 9 septembre 2004, la tournée internationale Mamma Mia! a rassemblé plus de 5 millions de spectateurs. Plusieurs tournées nationales ont également été créées à l'international, notamment en Australie et en Asie de 2002 à 2005, en Australie de 2009 à 2010, en Chine de 2011 à 2012, de 2013 à 2014 et en 2018, en France de 2012 à 2013, en Allemagne, au Japon et aux Pays-Bas de 2009 à 2010, en Espagne de 2009 à 2011 et de 2016 à 2017, en Afrique du Sud de 2010 à 2011, en Corée du Sud et au Royaume-Uni de 2016 à 2018 et de 2019 à 2021 et au Danemark en 2020.

## Argument

### Acte I
Avant le lever de rideau, l'orchestre joue l'ouverture, qui est un montage de versions instrumentales de succès de ABBA.
Sur l'île grecque fictive de Kalokairi, Sophie, une jeune fille de vingt ans, se prépare pour son mariage avec son fiancé Sky. Elle veut que son père l'accompagne à l'autel mais ne le connaît pas (Prologue). Sophie découvre le journal intime de sa mère et découvre en le lisant les liaisons de sa mère avec trois hommes : Sam Carmichael, un Américain, Bill Austin, un Australien et Harry Bright, un Anglais (Honey, Honey). Sophie pense que l'un de ces hommes est son père et leur envoie à chacun une invitation à son mariage sous le nom de sa mère sans que cette dernière ne soit au courant.
Donna commence à recevoir les invités dans son restaurant. Les premières à arriver sont ses amies de longue date, Tanya, une femme riche sortant de son troisième divorce, et Rosie, une femme célibataire et insouciante, avec lesquelles elle avait autrefois formé un groupe de musique nommé « Donna and the Dynamos ». Les trois femmes se retrouvent et parlent de leur vie (Money, Money, Money).
Plus tard dans la journée, les trois possibles pères de Sophie arrivent sur l'île. Sam est devenu architecte, Harry est banquier et Bill est un aventurier et écrivain actuellement en tournée de dédicaces aux États-Unis. Sophie les convainc de ne pas dire à Donna que c'est elle qui les a invités (Thank You for the Music). Donna est surprise de voir ses anciens amants (Mamma Mia). Donna explique la situation en pleurant à Tanya et Rosie, qui la réconfortent (Chiquitita) et la persuadent qu'elle peut encore être la jeune fille qu'elle était auparavant (Dancing Queen).
Sophie espérait reconnaître son père au moment où elle le verrait, mais cela n'arrive pas et la plonge dans la confusion. Elle tente d'expliquer ses sentiments à Sky sans avouer ce qu'elle a fait. Sky lui dit qu'il est le seul homme dont elle a besoin dans sa vie (Lay All Your Love on Me).

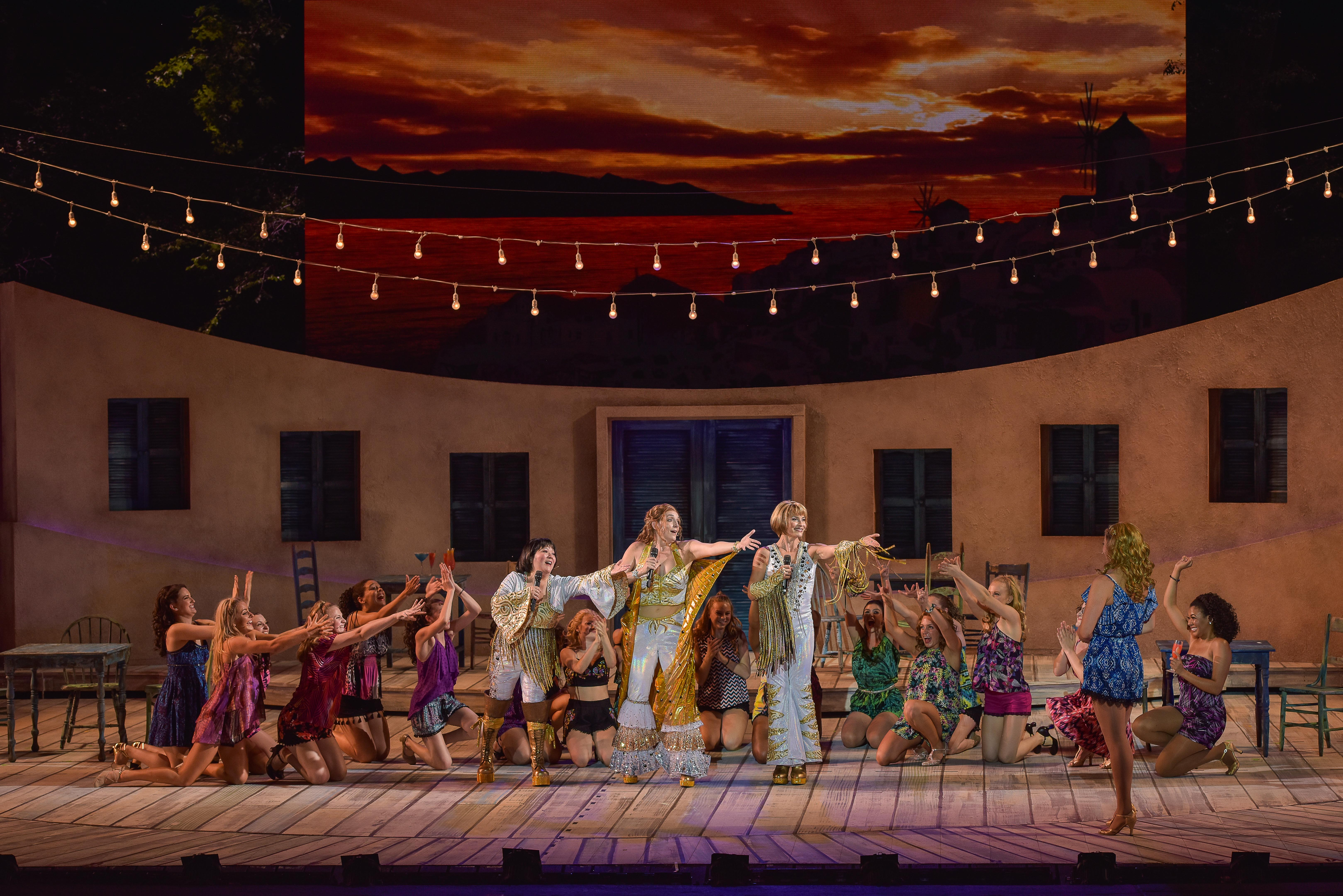
Donna and the Dynamos sur la scène The Muny en 2016.

À l'enterrement de vie de jeune fille de Sophie, « Donna and the Dynamos » enfilent leurs vieux costumes et chantent (Super Trouper). Sam, Bill et Harry arrivent par accident à la fête et les invitées les persuadent de rester (Gimme! Gimme! Gimme! (A Man After Midnight)).
Sophie met d'abord Sam de côté pour lui parler, mais quand il lui demande pourquoi il est là, elle culpabilise et s'en va parler à Harry. Quand il lui demande si son père est à la fête, elle lui dit toute la vérité.
Sophie parle finalement avec Bill. Elle apprend que Bill avait une tante nommée Sophia qui a donné tout son argent à la famille de Donna. Bill apprend que Donna a construit le restaurant avec l'argent qu'elle a hérité d'une amie avec laquelle elle vivait quand Sophie était enfant : cette amie était la tante de Bill. Ils pensent alors tous deux que Bill est le père de Sophie.
Sophie demande à Bill de l'accompagner à l'autel, mais Bill souhaite d'abord en discuter avec Donna. Mais personne ne sait que même Donna ne sait pas qui est le véritable père, ayant passé la nuit avec les trois hommes à des intervalles très courtes. Sophie insiste pour que Donna n'en sache rien et Bill accepte finalement (The Name of the Game).
Plus tard, tout le monde, y compris les gens présents à l'enterrement de vie de garçon de Sky, arrivent à la fête. Sam prend Sophie à part pour lui dire qu'il a compris pourquoi il avait été invité. Il lui dit qu'il est son père et lui promet de l'accompagner à l'autel. Ensuite, Harry approche Sophie, convaincu lui aussi d'être son père, lui promet de l'accompagner à l'autel. Sophie quitte la fête, désespérément confuse (Voulez-Vous).

### Acte II
Sophie fait un cauchemar dans lequel ses trois possibles pères se battent pour le droit de l'accompagner à l'autel (Under Attack).
Sophie est énervée et Donna, pensant que Sophie veut annuler le mariage, se propose pour s'occuper de tout. Sophie, attaquée, jure que ses enfants ne grandiront pas sans savoir qui est leur véritable grand-père. Alors que Sophie sort en furie, Sam entre et tente de dire à Donna que Sophie n'est plus une enfant, mais Donna ne veut pas l'écouter (One of Us). Elle déteste Sam ; à la fin de leur liaison, elle a juré ne plus jamais vouloir le revoir un jour. Cependant, il semble que Sam soit l'homme pour lequel Donna avait le plus de sentiments, et tous deux espèrent pouvoir recommencer leur histoire (SOS).
À la plage, Harry demande à Tanya ce que le père de la mariée doit faire pour le mariage de Sophie. Tanya lui dit que la concernant, son père l'a juste conseillé et a payé la cérémonie. Pepper, l'un des employés du restaurant de Donna, fait des avances à Tanya, qu'elle bafoue (Does Your Mother Know).
Sky découvre que Sophie a invité Sam, Harry et Bill au mariage. Il l'accuse de vouloir une grande cérémonie de mariage juste afin de découvrir son véritable père et est blessé à l'idée qu'elle ait gardé son plan secret. Il sort en furie et Sam arrive, tentant de réconforter Sophie en lui décrivant son mariage raté, en vain (Knowing Me, Knowing You).
Harry propose à Donna de payer la cérémonie en leur rappelant leur liaison (Our Last Summer). Sophie arrive et Donna l'aide à se préparer. Elle n'arrive pas à croire que sa fille se marie (Slipping Through My Fingers). Donna avoue à Sophie que sa propre mère l'a déshéritée en apprenant sa grossesse. Elles se réconcilient et Sophie demande à sa mère si elle aimerait l'accompagner à l'autel. Sam arrive et tente de nouveau de parler avec Donna, mais elle ne veut toujours pas le voir et lui demande de partir. Il refuse et s'ensuit une confrontation. Donna dit à Sam qu'il lui a brisé le cœur quand elle découvrit qu'il était fiancé lors de leur liaison (The Winner Takes It All). Cependant, il est évident que chacun partage encore de forts sentiments envers l'autre, contre le gré de Donna.
Rosie termine les préparatifs au restaurant quand Bill arrive, énervé après avoir reçu une note disant que Donna accompagnerait Sophie à l'autel. Bill affirme son engagement à la vie de célibataire, mais Rosie, attirée par Bill, tente de le convaincre du contraire (Take a Chance on Me). Les invités arrivent alors que Rosie et Bill sont sur le point de coucher ensemble.
Le mariage commence et Donna accompagne Sophie à l'autel. Avant que le prêtre n'ait le temps d'engager la cérémonie, Donna annonce à l'assemblée que le père de Sophie est présent. Sophie dit à sa mère qu'elle est au courant pour sa paternité et Donna découvre alors que c'est Sophie qui les a invités pour cette même raison. Toutefois, la question de la paternité de Sophie reste sans réponse, car personne ne sait qui est son véritable père. Toutes les personnes concernées par l'affaire avouent que cela importe peu, car Sophie les aime tout autant tous les trois et que ces derniers sont heureux d'être un tiers de père pour elle. Finalement, Harry révèle être engagé dans une relation homosexuelle après plusieurs allusions à sa moitié tout au long de l'intrigue. 
Soudainement, Sophie arrête la cérémonie et avoue qu'elle n'est pas prête à se marier, tout comme Sky. Sam saisit sa chance et demande la main de Donna pour éviter que toute la cérémonie ait été organisée inutilement. Il explique qu'il l'a toujours aimé, même lorsqu'il était parti se marier. Il révèle qu'il avait alors annulé les fiançailles et était revenu sur l'île mais avait vu Donna avec un autre homme, qui s'avère être Bill. Il se maria alors avec sa fiancée et eut des enfants mais divorça plus tard. Donna accepte, à la surprise de tous (I Do, I Do, I Do, I Do, I Do). Sam et Donna se marient et Sophie et Sky partent pour un tour du monde (I Have a Dream).
Le final se compose d'une reprise de Mamma Mia, de Dancing Queen et de Waterloo.

## Personnages et distribution
| Personnage             | Description | Distribution originale dans le West End 1999 | Distribution originale à Broadway 2001 | Mamma Mia! 2008    | Distribution originale à Paris 2010 | Distribution du Hollywood Bowl 2017 | Mamma Mia! Here We Go Again 2018                      | Distribution à Paris 2023        |
| ---------------------- | --- | -------------------------------------------- | -------------------------------------- | ------------------ | ----------------------------------- | ----------------------------------- | ----------------------------------------------------- | -------------------------------- |
| Donna Sheridan         | Mère de Sophie, elle tient un restaurant en Grèce avec sa fille.                                                    | Siobhán McCarthy                             | Louise Pitre                           | Meryl Streep       | Sophie Delmas / Claire Guyot        | Jennifer Nettles                    | Meryl Streep (âgée) Lily James (jeune)                | Gaëlle Gauthier / Leovanie Raud  |
| Rosie                  | Meilleure amie de Donna.                                                                                            | Jenny Galloway                               | Judy Kaye                              | Julie Walters      | Karen Gluck                         | Lea DeLaria                         | Julie Walters (âgée) Alexa Davies (jeune)             | Christine Bonnard                |
| Tanya                  | Meilleure amie de Donna.                                                                                            | Louise Plowright                             | Karen Mason                            | Christine Baranski | Marion Posta                        | Tisha Campbell-Martin               | Christine Baranski (âgée) Jessica Keenan Wynn (jeune) | Marion Posta                     |
| Sam Carmichael         | Architecte américain, amant de Donna.                                                                               | Hilton McRae                                 | David W. Keeley                        | Pierce Brosnan     | Jérôme Pradon                       | Jaime Camil                         | Pierce Brosnan (âgé) Jeremy Irvine (jeune)            | Fabian Richard                   |
| Bill Austin / Anderson | Aventurier et écrivain australien (suédois dans le film), amant de Donna.                                           | Nicolas Colicos                              | Ken Marks                              | Stellan Skarsgård  | Francis Boulogne                    | Steven Weber                        | Stellan Skarsgård (âgé) Josh Dylan (jeune)            | Emmanuel Quatra                  |
| Harry Bright           | Banquier britannique, amant de Donna.                                                                               | Paul Clarkson                                | Dean Nolen                             | Colin Firth        | Patrick Mazet                       | Hamish Linklater                    | Colin Firth (âgé) Hugh Skinner (jeune)                | Hervé Lewandowski                |
| Sophie Sheridan        | Héroïne, elle est la fille de Donna et souhaite que son père, sans qu'elle ne le connaisse, l'accompagne à l'autel. | Lisa Stokke                                  | Tina Maddigan                          | Amanda Seyfried    | Gaëlle Gauthier                     | Dove Cameron                        | Amanda Seyfried                                       | Maélie Zaffran                   |
| Sky                    | Fiancé de Sophie.                                                                                                   | Andrew Langtree                              | Joe Machota                            | Dominic Cooper     | Dan Menasche                        | Corbin Bleu                         | Dominic Cooper                                        | Guillaume Peve                   |
| Pepper                 | Garçon d'honneur de Sky et barman de l'île de Kalokairi.                                                            | Neal Wright                                  | Mark Price                             | Philip Michael     | Tristan Chapelais                   | Payson Lewis                        | —                                                     | Leo                              |
| Ali                    | Meilleure amie de Sophie.                                                                                           | Eliza Lumley                                 | Sara Inbar                             | Ashley Lilley      | Emmanuelle Bouaziz                  | Charlotte Mary Wen                  | —                                                     | Solenn Doumatey / Alyssa Pottier |
| Lisa                   | Meilleure amie de Sophie.                                                                                           | Melissa Gibson                               | Tonya Doran                            | Rachel McDowall    | Vanessa Cailhol                     | Tiana Okoye                         | —                                                     | Eka                              |

## Numéros musicaux
| Acte I - Overture/Prologue (« Ouverture / Prologue ») – Sophie - Honey, Honey (« Honey, Honey ») – Sophie, Ali, Lisa - Money, Money, Money (« Money, Money, Money ») – Donna, Tanya, Rosie, Pepper, Ensemble - Thank You for the Music (« Ma vie c'est la musique ») – Sophie, Sam, Harry, Bill + - Mamma Mia (« Mamma Mia ») – Donna, Ensemble + - Chiquitita (« Chiquitita ») – Donna, Tanya, Rosie - Dancing Queen (« Dancing Queen ») – Donna, Tanya Rosie + - Lay All Your Love on Me (« Laisse-moi l'amour aussi ») – Sky, Sophie, Ensemble - Super Trouper (« Super Trouper ») – Donna, Tanya, Rosie, Ensemble + - Gimme! Gimme! Gimme! (A Man After Midnight) (« Un homme après minuit ») – Ensemble - The Name of the Game (« Dis-moi à quoi tu joues ») – Sophie, Bill + - Voulez-Vous (« Voulez-vous ») – Ensemble | Acte II - Entr'acte (« Entracte ») – Orchestre - Under Attack (« Comme une attaque ») – Sophie, Ensemble - One of Us (« L'un de nous ») – Donna + - SOS (« S.O.S ») – Donna, Sam - Does Your Mother Know (« Si Maman permet ») – Tanya, Pepper, Ensemble - Knowing Me, Knowing You (« Qui je suis, qui sommes-nous ») – Sam + - Our Last Summer (« Tout un été ») – Harry, Donna - Slipping Through My Fingers (« Le temps me glisse entre les doigts ») – Donna, Sophie - The Winner Takes It All (« La loi du plus fort ») – Donna - Take a Chance on Me (« Viens tenter ta chance ») – Rosie, Bill - I Do, I Do, I Do, I Do, I Do (« Dis Oui, Dis Oui, Dis Oui, Dis Oui ») – Sam, Donna, Ensemble - I Have a Dream (« Je garde un rêve ») – Sophie + |

Final
- Mamma Mia (« Mamma Mia ») — Ensemble +
- Dancing Queen (« Dancing Queen ») — Donna, Tanya, Rosie, Ensemble +
- Waterloo (« Waterloo ») — Toute la troupe +

Les titres des chansons présentes dans la bande originale de l'adaptation cinématographie de 2008 sont en gras.
Les titres des chansons présentes dans la bande originale de la suite de l'adaptation cinématographie de 2018 sont marquées d'un (+).

## Adaptation
En 2008, la comédie musicale Mamma Mia! est adaptée au cinéma par Phyllida Lloyd, avec Tom Hanks, Rita Wilson, Björn Ulvaeus et Benny Andersson comme producteurs délégués. La distribution est notamment composée de Meryl Streep dans le rôle de Donna, Amanda Seyfried dans le rôle de Sophie et Pierce Brosnan dans le rôle de Sam, mais également de Christine Baranski, Dominic Cooper, Colin Firth, Stellan Skarsgård et Julie Walters. Il sort le 18 juillet 2008 aux États-Unis et le 10 septembre 2008 en France.
La plupart des chansons incluses dans la comédie musicale sont retenues dans le film, à l'exception de Under Attack, One of Us, Knowing Me, Knowing You et Thank You for the Music.
When All Is Said and Done, une chanson qui n'est pas utilisée dans la comédie musicale, est rajoutée dans l'adaptation cinématographique et est chantée par Sam, Donna et l'ensemble.
One Last Summer est utilisée plus tôt dans l'adaptation cinématographique que dans la comédie musicale et est chantée par Sophie, Bill, Sam et Harry.
The Name of the Game fait partie d'une scène coupée du montage final de l'adaptation cinématographique. Elle est toutefois présente dans la bande originale du film et la scène est accessible en bonus dans le DVD et le Blu-Ray du film.
Thank You for the Music n'est pas utilisée dans le film mais est incluse dans sa bande originale et est chantée par Amanda Seyfried.
Une suite de l'adaptation cinématographique, intitulée Mamma Mia! Here We Go Again, sort en 2018 et raconte à la fois l'histoire de Sophie un an après la mort de sa mère et l'histoire de la rencontre de Donna avec les trois supposés pères de Sophie. Les chansons One of Us et Knowing Me, Knowing You sont incluses dans le film.